# Амалія Береш
Амалія Береш (18 червня 1997 , Пашкань, Ясси ) — румунська веслувальниця, олімпійська чемпіонка 2024 року, чемпіонка світу та Європи. Молодша сестра веслувальниці Мадаліни Береш.

## Виступи на Олімпіадах
| Олімпіада  | Дисципліна | Місце |
| ---------- | ---------- | ----- |
| Токіо 2020 | вісімки    | 6     |
| Париж 2024 | вісімки    | 1     |

## Зовнішні посилання
- Амалія Береш на сайті FISA.